# Bifrenaria inodora
Bifrenaria inodora Lindl. (1843), es una especie de orquídea epifita originaria de Brasil.  Puede ser fácilmente reconocida por el lóbulo central de los labios de sus flores, que es dos veces más largo que ancho.

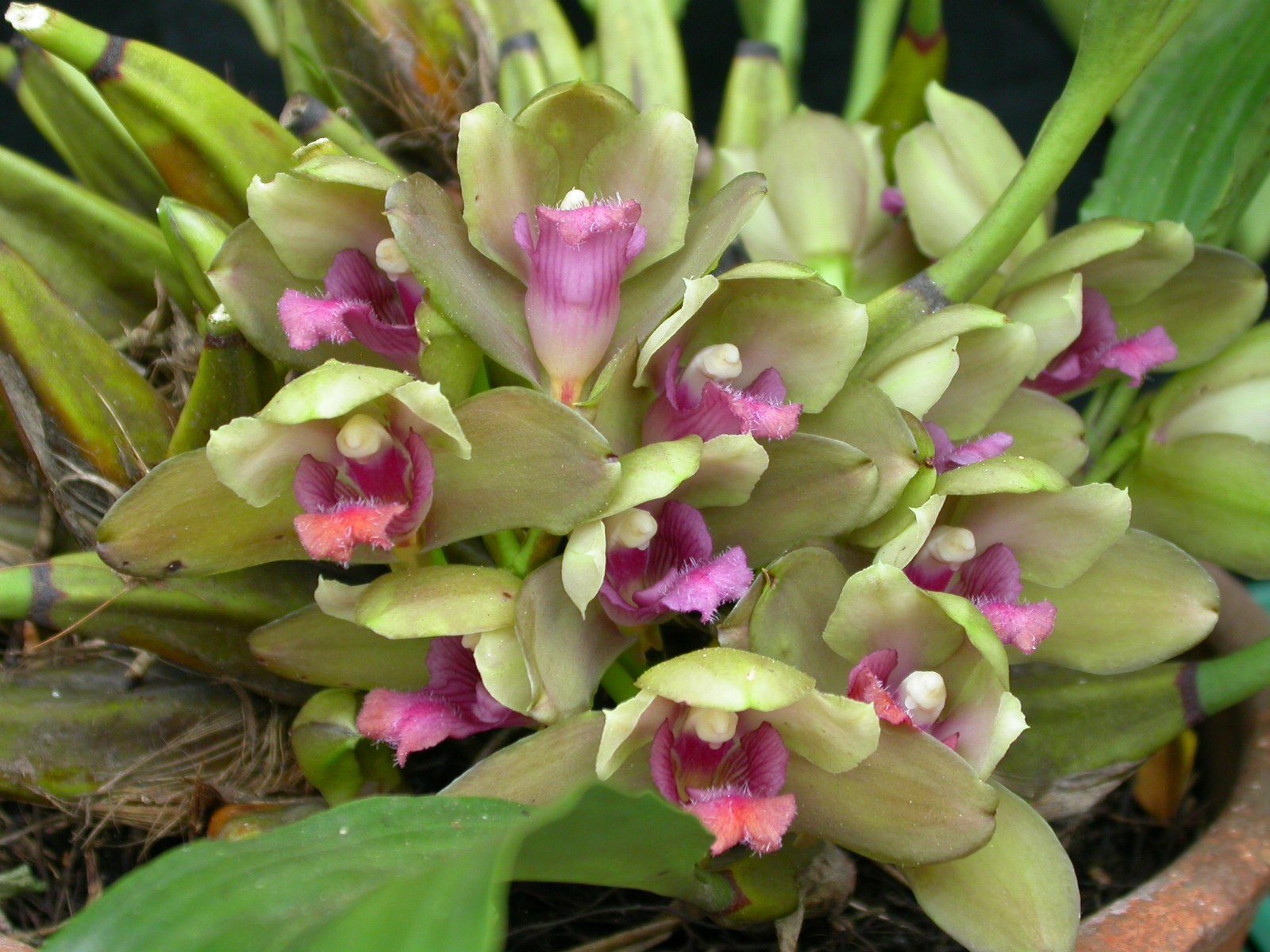

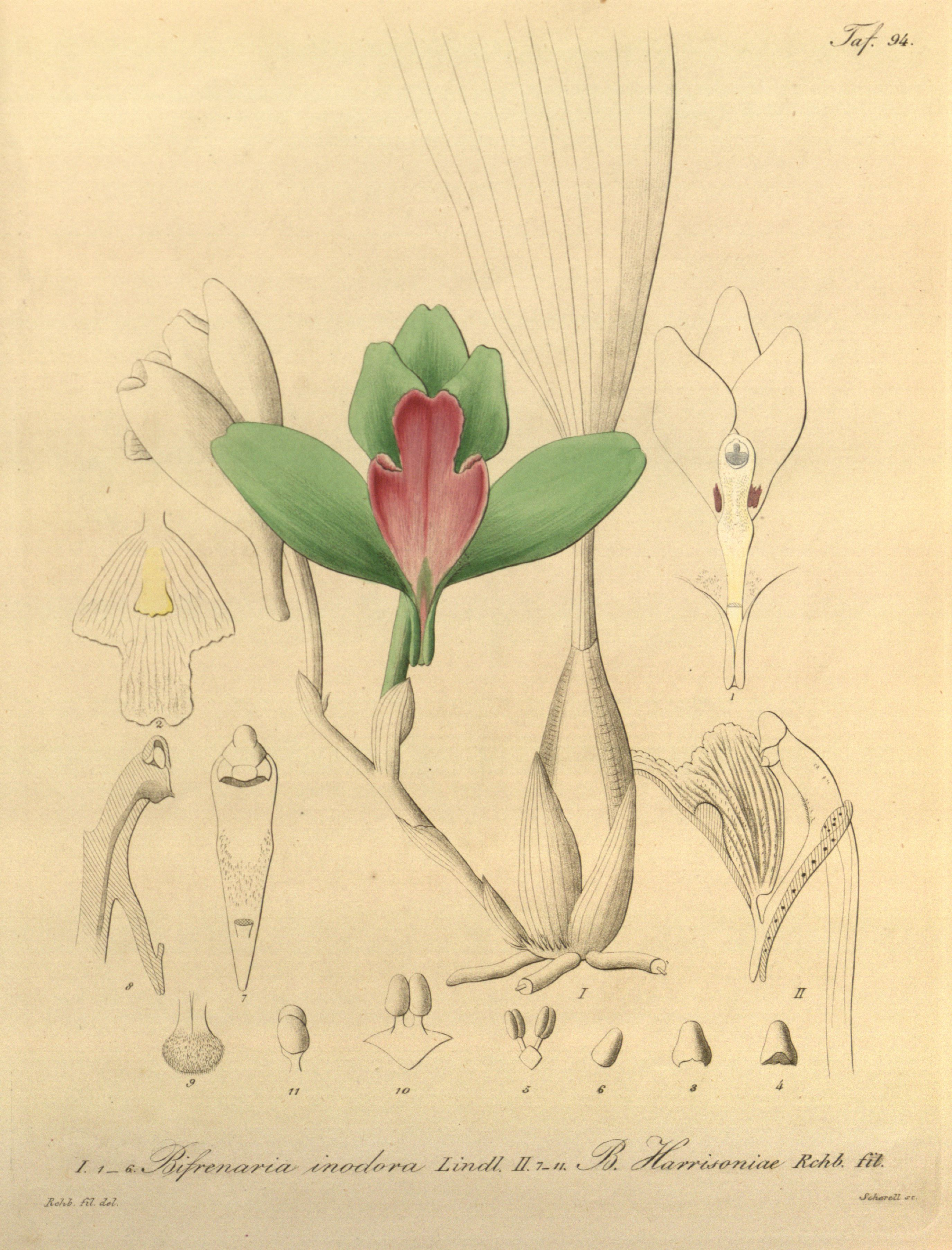
Ilustración

## Distribución y hábitat
Se encuentra en Brasil en los estados del sur desde Espíritu Santo hasta Rio Grande do Sul, en los bosques lluviosos de montaña en alturas de 50 a 1000 metros.

## Características
Es una especie herbácea, a veces, con olor fragante, de tamaño mediano, que prefiere clima cálido, es epífita con 4 pseudobulbos con un ángulo único, con hojas son resistentes de color verde oscuro. Florece  a través de una corta inflorescencia en forma de racimo  de 7,5 cm, basal, semi-erecta, con hasta 2 flores de 7.5 cm de longitud, con tacto de cera, fragantes o no, las flores son de larga duración. En general, se diferencian de otras especies de Bifrenaria por su largo lóbulo medio que es dos veces más largo que ancho. La floración se produce al final de la primavera y en verano en su hábitat de Brasil.

## Taxonomía
Bifrenaria inodora fue descrito por John Lindley y publicado en Edwards's Botanical Register 29: Misc. 48. 1843.
Etimología
Bifrenaria: nombre genérico que deriva de las palabras griegas: bi (dos); frenum freno o tira. Aludiendo a los dos tallos parecidos a tiras, estipes que unen los polinios y el viscídium. Esta característica las distingue del género Maxillaria.

inodora: epíteto latino que significa "inodora".
Sinonimia
- Bifrenaria aurantiaca Wms. Non Lindl. 1894;
- Bifrenaria fragrans Barb.Rodr. 1881;
- Bifrenaria fuerstenbergiana Schlechter 1906;
- Lycaste inodora Hort.;
- Stenocoryne inodora Barb.Rodr. Kraenzl. 1896[3][6][7]